# Split tunneling
Split tunneling (раздельное туннелирование) — концепция использования компьютерной сети, при которой пользователь VPN одновременно имеет доступ к публичной сети (например Internet) через одно и то же физическое сетевое соединение. При раздельном туннелировании дейтаграммы по умолчанию направляются на локальный сетевой интерфейс и только дейтаграммы, предназначенные для частной сети, направляются через туннель. 
Использование раздельного туннелирования освобождает пользователя от необходимости многократного подключения и отключения для использования обеих сетей. Однако, раздельное туннелирование нарушает принцип минимальных привилегий, если у пользователя нет абсолютной необходимости иметь доступ ко всему интернету, поскольку пользователь может стать объектом атаки, в результате которой злоумышленник получит доступ к частной сети.
Вариантом раздельного туннелирования является «инверсное» раздельное туннелирование, при котором все дейтаграммы направляются в туннель, за исключением тех, чьи адреса назначения явно разрешены для выхода через локальный сетевой интерфейс (вне туннеля).